# Spielothek-Cup 2004
Der Spielothek-Cup 2004 war die 19. Austragung des Handballwettbewerbs und wurde am 20. und 21. August 2004 in den ostwestfälischen Städten Lübbecke und Minden in Nordrhein-Westfalen ausgetragen.
Der VfL Gummersbach setzte sich im Finale mit 35:28 (21:13) Toren gegen den TuS N-Lübbecke durch und gewann seinen ersten Titel. Den dritten Platz sicherte sich GWD Minden-Hannover mit 34:25 (17:15) gegen den schweizerischen Vertreter Grasshopper Club Zürich. Torschützenkönig wurde Gummersbachs Michael Spatz mit 17 Toren.

## Modus
Es wurde mit vier Mannschaften im K.-o.-System mit zwei Halbfinalspielen, dem Spiel um Platz drei sowie dem Finale gespielt. Die Spielzeit betrug 2 × 30 Minuten. Bei unentschiedenem Ausgang nach Ablauf der regulären Spielzeit hätte es eine Verlängerung von 2 × 5 Minuten geben. Bei Unentschieden nach Ablauf der Verlängerung ein Siebenmeterwerfen.

## Spiele

### Halbfinale
| 20. August 2004 18:00 Uhr | GWD Minden-Hannover                      | 30:31   | VfL Gummersbach             | Kreissporthalle, Lübbecke Zuschauer: 800 |
| 20. August 2004 18:00 Uhr | meiste Tore: Kuselew, Rasmussen (6 Tore) | (15:14) | meiste Tore: Spatz (9 Tore) | Kreissporthalle, Lübbecke Zuschauer: 800 |
| 20. August 2004 18:00 Uhr |                                          |         |                             | Kreissporthalle, Lübbecke Zuschauer: 800 |

| 20. August 2004 20:00 Uhr | TuS N-Lübbecke                 | 34:28   | Grasshopper Club Zürich      | Kreissporthalle, Lübbecke Zuschauer: 800 |
| 20. August 2004 20:00 Uhr | meiste Tore: Schröder (9 Tore) | (16:12) | meiste Tore: Kokir (12 Tore) | Kreissporthalle, Lübbecke Zuschauer: 800 |
| 20. August 2004 20:00 Uhr |                                |         |                              | Kreissporthalle, Lübbecke Zuschauer: 800 |

### Spiel um Platz 3
| 21. August 2004 17:30 Uhr | GWD Minden-Hannover          | 34:25   | Grasshopper Club Zürich           | Kampa-Halle, Minden Zuschauer: 600 Schiedsrichter: Ralf Damian, Frank Wenz |
| 21. August 2004 17:30 Uhr | meiste Tore: Axnér (11 Tore) | (17:15) | meiste Tore: Moszczyński (7 Tore) | Kampa-Halle, Minden Zuschauer: 600 Schiedsrichter: Ralf Damian, Frank Wenz |
| 21. August 2004 17:30 Uhr |                              |         |                                   | Kampa-Halle, Minden Zuschauer: 600 Schiedsrichter: Ralf Damian, Frank Wenz |

### Finale
| VfL Gummersbach | VfL Gummersbach | TuS N-Lübbecke | TuS N-Lübbecke |
| | Finale 21. August 2004, 19:30 Uhr in Minden (Kampa-Halle) Ergebnis: 35:28 (21:13) Zuschauer: 600 Schiedsrichter: Lars Geipel, Marcus Helbig ( Deutschland) |                |                |
| Henning Wiechers, Steinar Ege, Nijaz Boskailo, Michaël Thys – Jörn Ilper, Ian Marko Fog (4), Frank von Behren (7/1), François-Xavier Houlet (6), Ivan Lapčević (6/2), Alexander Mierzwa (2), Michael Spatz (8/2), Dirk Schumacher (1), Fabian Kienbaum Trainer: Richard Ratka ( Deutschland) | Björn Buhrmester, Ralf Gerfen (n.e.) – Patrick Fölser (1), Jan Thomas Lauritzen (2), Pierre Hammarstrand (2), Henrik Ortmann (2), Markus Becker (2), Fabian van Olphen (5), Sascha Bertow, Daniel Kubeš (3), Stian Tønnesen (5/3), Rolf Hermann (1), Dirk Hartmann (2), Tobias Schröder (3/1) Trainer: Jens Pfänder ( Deutschland) |                |                |

## Statistiken

### Torschützenliste
| Pl. | Spieler                | Verein                  | Tore | FT | 7m | T/S |
| --- | ---------------------- | ----------------------- | ---- | -- | -- | --- |
| 1   | Michael Spatz          | VfL Gummersbach         | 17   | 15 | 2  | 8,5 |
| 2   | Branko Kokir           | Grasshopper Club Zürich | 15   | 9  | 6  | 7,5 |
| 3   | Tomas Axnér            | GWD Minden-Hannover     | 14   | 14 | 0  | 7   |
| 4   | Frank von Behren       | VfL Gummersbach         | 13   | 11 | 2  | 6,5 |
| 5   | Tobias Schröder        | TuS N-Lübbecke          | 12   | 7  | 5  | 6   |
| 6   | Ognjen Backovič        | GWD Minden-Hannover     | 10   | 10 | 0  | 5   |
|     | Ian Marko Fog          | VfL Gummersbach         | 10   | 10 | 0  | 5   |
|     | Ivan Lapčević          | VfL Gummersbach         | 10   | 6  | 4  | 5   |
|     | Lars Rasmussen         | GWD Minden-Hannover     | 10   | 6  | 4  | 5   |
| 10  | François-Xavier Houlet | VfL Gummersbach         | 9    | 9  | 0  | 4,5 |
|     | Damian Moszczyński     | Grasshopper Club Zürich | 9    | 6  | 3  | 4,5 |
| 12  | Dmitri Kuselew         | GWD Minden-Hannover     | 8    | 0  | 0  | 4   |

FT – Feldtore, 7m – Siebenmeter-Tore, T/S – Tore pro Spiel

## Aufgebote
| VfL Gummersbach | TuS N-Lübbecke | GWD Minden-Hannover |
| Henning Wiechers Steinar Ege Nijaz Boskailo Michaël Thys Jörn Ilper Ian Marko Fog Frank von Behren François-Xavier Houlet Ivan Lapčević Alexander Mierzwa Michael Spatz Dirk Schumacher Fabian Kienbaum | Björn Buhrmester Ralf Gerfen Patrick Fölser Jan Thomas Lauritzen Pierre Hammarstrand Henrik Ortmann Markus Becker Fabian van Olphen Sascha Bertow Daniel Kubeš Stian Tønnesen Rolf Hermann Dirk Hartmann Tobias Schröder | Fredrik Ohlander Malik Beširević Ognjen Backovič Arne Niemeyer Dmitri Kuselew Andreas Simon Tomas Axnér Jan-Fiete Buschmann Lars Rasmussen Patrekur Jóhannesson Moritz Schäpsmeier Jan Pohlmann |
| Richard Ratka (Trainer) | Jens Pfänder (Trainer) | Rainer Niemeyer (Trainer) |

### 4.Platz:Grasshopper Club Zürich
| - Pascal Stauber - Goran Stojanović - Daniel Fellmann - Marko Vukelic | - Michael Stauber - Andy Schmid - Damian Moszczyński - Pascal Jenny | - Branko Kokir - Claude Bruggmann - Robert Konečnik - Severin Brüngger | - Konstantinos Chantziaras |

Trainer: Matjaž Tominec